# 旧敦賀郡連合町村一覧
このページでは、敦賀郡(現：敦賀市)に属していた旧敦賀郡連合町村を述べる。

## 歴史
明治政府は、1878年に近世の町村の単位を基礎とした郡区町村編制法を制定し、それを適用した結果敦賀周辺は敦賀郡となった。その後1884年に連合町村制が導入され、以下のような区分になっている。また、以下の区分を元に敦賀郡を構成した地方自治体である、敦賀町、中郷村、愛発村、粟野村、松原村、東郷村、東浦村が成立した。
なおいくつかの町名地名は現在は慣習的に地域住民から呼ばれていても（例：西町。現：相生町）、地名からは消滅している。

## 連合町村一覧
強調が連合町村名、米印が町村名である。下記資料により必ずしも、町村数と町村は一致しない(葉原村外4ヶ村等。実際は5地域である)。また古文書には記載されている地名が、明治期地点では存在しないものの、現在の相生町を古名である西町等と慣習的に呼ばれているものも幾つかあるため、特記事項として記載してある。

### 敦賀大内町外26ヶ町村
- 入船
- 天満
- 大湊
- 常盤
- 浪花
- 泉
- 桜
- 三島
- 橘
- 大島

- 結城
- 川崎
- 松栄
- 蓬莱
- 神楽
- 津内
- 旭
- 大黒
- 幸
- 末広
- 晴明(特記：現在の相生の一部)
- 富貴
- 御手洗
- 曙
- 境
- 大金

後に敦賀町。

### 大比田浦外4ヶ村
- 大比田
- 元比田
- 菅谷
- 杉津(すいづ、すいず)
- 横浜

後に東浦村。

### 疋田村外12ヶ村
- 疋田
- 池河内
- 杉箸
- 山中
- 奥野
- 奥麻生

- 駄口
- 市橋
- 新道
- 追分
- 曽々木
- 麻生口
- 刀根

13箇所。後に愛発村に。

### 櫛林村12ヶ村
後に粟野村に。

### 赤崎浦外5ヶ村
- 田結
- 江良
- 阿曽(阿曾)

- 赤崎
- 五幡(いつはた)
- 挙野

後に東浦村に。

### 葉原村外4ヶ村
- 葉原
- 田尻
- 獺河内(うそごうち)

- 越坂
- 新保

後に東郷村に。

### 舞崎村外8ヶ村
後に東郷村に。

### 松島村14ヶ村
後に松原村に。

### 道口村外9ヶ村
後に中郷村に。